# مقاطعة رامسر
مقاطعة رامسر (مازندران) (بالفارسية: شهرستان رامسر) هي منطقة سكنية في إيران وتقع في مازندران يقدر عدد السكان في
مقاطعة رامسر، بـ 67,675 نسمة ومساحتها 729.80 كم2 .